# Guitar World
Guitar World е месечно музикално списание за китаристи. Съдържа интервюта с известни китаристи, ревюта на музикални албуми и оборудване, както и табулатура за китара и бас (всеки брой съдържа табулатура на пет различни композиции). Излиза 13 пъти годишно (всеки месец и един празничен брой).
Първият брой на списанието излиза през юли 1980 г. с Джони Уинтър на корицата. През своята история Guitar World е интервюирал много китаристи със значително влияние в рок музиката, включително Дейв Мъстейн, Алекс Лайфсън, Ричи Блекмор, Джеф Бек, Браян Мей, Джими Пейдж, Ерик Клептън, Джо Сатриани, Стив Вай, Дейвид Гилмор, Тони Айоми, Нуно Бетанкур и Едуард Ван Хален, който се появи на корицата 16 пъти и два пъти на дъщерното списание Guitar Legends.
От януари 2005 г. няколко броя на списанието започнват да излизат заедно с CD, съдържащ видео уроци, демонстрации на китарно оборудване и други видео материали собствено производство. Цената на тези издания се увеличи с три долара ($7,99 вместо $4,99) и се предлага в пластмасова опаковка, за да се предотврати кражба на дискове. Преди това централното разпространение включва плакат на музикант или група, но след това Guitar World спря да ги печата (цената остава същата).